# 古庫尼·韋戴
古庫尼·韋戴（法語：Goukouni Oueddei；阿拉伯语：‎，羅馬化：Kūkūnī ʿWaīday，1944年—）是查德政治人物，他在1979年至1982年期間擔任乍得國家元首。做為一個查德北部人，古庫尼奉行親利比亞政策；與反對利比亞的哈布雷持續存在分歧，導致他在 1982 年被哈布雷的軍隊推翻。隨後他成為哈布雷新政府的頭號反對者，並在作為利比亞支持的叛軍領導人的乍得-利比亞衝突。1985 年，由於與他的利比亞盟友之間的不和，使他流亡國外。2009年8月回國。

## 早年
古庫尼出生於查德的北部，是東佈人的德德（政教權威）歐德代·吉德米的兒子。由於受父親反政府的思維影響，於1960年代末加入由阿巴·西迪克領導的查德民族解放陣線（以下簡稱查解陣），成為反政府人士。查解陣不滿弗朗索瓦·托姆巴巴耶於總統任期內僅讓南方人享有的政治主導地位，查解陣主張：應讓全國人民的參與政治。1975年托姆巴巴耶被暗殺後，該國兩個地理區域之間的緊張局勢升級為一場錯綜複雜的內戰，涉及多個查德政治團體、利比亞、美國和法國，甚至差點成了代理人戰爭。這起衝突一直持續到1980年代。內戰結束後，古庫尼將獨裁托姆巴巴耶的政權，視為法國在查德繼續統治的工具。

## 就任總統
古庫尼於1979年3月23日被任命為臨時查德國家元首。他於1979年11月10日被推舉成尋求交戰派別的和解的民族團結過渡政府總統。當時政府組織為——總統古庫尼：支持利比亞在冷戰期間保持中立；副總統瓦达尔·阿卜杜勒卡迪尔·卡穆格：溫和派且是南方人；國防部長侯賽因·哈布雷：親歐的查德北部人；外交部長艾哈邁特·阿西爾：親利比亞的阿拉伯人。
個人競爭（尤其是昔日的盟友古庫尼和哈布雷之間）限制了政府的效能，並導致人們認為古庫尼是利比亞的傀儡。利比亞甚至提出吞併查德，兩國統一的提議，遭到所有意識形態陣營的反對，使他們罕見地統一陣線。為了挽救陷入困境的政府，古庫尼於1982年5月19日任命吉丁加爾·多諾·恩加杜姆為總理。然而，隨著過渡政府於1982年6月7日被哈布雷的支持者推翻，古庫尼從首都恩賈梅納逃離沙裡河進入喀麥隆，他隨後流亡到利比亞首都的黎波里。可是其餘高官就沒那麼好命了，外交部長在一次無關的事故中喪生；由於哈布雷進行中央集權，副總統失去了他的大部分軍事基地。

## 流亡與歸國
時間到了1983年，古庫尼帶著利比亞的大量援助返回查德，通過游擊戰與哈布雷政權對抗。他是最知名的查德反政府人士，据报道，这位前总统要求新宪法和政党活动自由化。儘管哈布雷為試圖與古庫尼和解，給予有限的讓步，但古庫尼仍要求完全開放，不達成就不與之和解。
1985年8月，利比亞政府發現他與哈布雷談判休戰的意圖，於是將其軟禁在的黎波里。1985年10月，利比亞警方逮捕古庫尼，並在過程中朝他的腹部開了一槍。經此事，他與利比亞人決裂，並於1987年 2月流亡到阿爾及爾 。
古庫尼於2007年4月17日，在加彭首都自由市會見時任查德總統伊德里斯·代比，討論結束第二次乍得內戰的方法。古庫尼表示：查德處於危急存亡之秋也，希望利用自己的“道義權威”拯救乍得。他還說：希望能回歸祖國的懷抱。當下他自認為能回國了。結果在4月19日，兩個叛亂團體的領導人拒絕了古庫尼提出的出面調解提議。
2007年7月30日，古庫尼仍然回歸查德的懷抱，同行的有大約20名流亡的反政府人士，他們與代比討論叛亂問題，及如何結束戰爭的局面。大抵是身分敏感，古庫尼等人於當天晚些時候離開乍得，前往加彭。
2009年8月19日，在流亡 22 年後，古庫尼宣布返回查德。

## 回歸政壇
2008年3月4日，會見尼日總統馬馬杜·坦賈，討論了恩都戰役後查德的局勢。
2013年，他的女兒萨迪·古库尼·韦德耶被任命為查德政府社會行動部部長。
在2015年蒲隆地動亂中，包括代比在內的中非地區領導人，於當年5月25日指定古庫尼為大湖地區特使，以幫助解決蒲隆地局勢。
2019年，古庫尼出版兩本書，內容為他自己在流亡前的查德歲月，並提及了1958到1991年的查德歷史。
2021年，前總統伊德里斯代比去世後，他的兒子穆罕默德·代比和其他軍人發起政變，奪取了政權。他們建立了一個過渡軍事委員會，該委員會發起全國對談。古庫尼擔任其中特別技術委員會主席，負責確保政治軍事團體（主要是抵抗力量聯盟和乍得變革與和諧陣線）的參與。然而，在2022年3月，在軍政府與政治軍事團體之間的第一次“預對談”的前幾天，以外交部長穆罕默德·澤內·謝里夫為首的另一個委員會，取代古庫尼為首的特別技術委員會。

## 註記
1. ↑  M. Lentz, Harris. . Routledge. 2014-02-04: 156. ISBN 9781134264902.
2. 1 2  La redaction de Mondafrique. . Mondafrique.   [2015-07-27]. （原始内容存档于2022-12-31）.
3. 1 2  James Brooke, "Habre Policy in Chad: Name Ex-Foes to Key Posts" （页面存档备份，存于）, The New York Times, 18 August 1987.
4. ↑  James Brooke, "Chad said to win vast Libyan booty" （页面存档备份，存于）, The New York Times, 1 April 1987.
5. ↑  "Tchad: Idriss Deby rencontre l'ex-président Goukouni Weddeye à Libreville" Archive.today的存檔，存档日期2007-09-30, Agence France-Presse, 17 April 2007 （法語）.
6. ↑  "L'ancien président Goukouni Weddeye veut "sauver le Tchad" de l'éclatement" Archive.today的存檔，存档日期2007-09-27, Agence France-Presse, 18 April 2007 （法語）.
7. ↑  "Les rebelles rejettent la médiation de l'ex-président Goukouni" Archive.today的存檔，存档日期2007-09-30, Agence France-Presse, 19 April 2007 （法語）.
8. ↑  "Une innovation dans la démarche de restauration de la paix au Tchad" 的存檔，存档日期27 September 2007., Chadian government web site, 31 July 2007 （法語）.
9. ↑  "L'ancien président tchadien Goukouni Weddeye reçu par le chef de l'Etat nigérien", Xinhua, 4 March 2008 （法語）.
10. ↑  Justine Spiegel, "Saadie Goukouni Weddeye, enfant de l’exil" （页面存档备份，存于）, Jeune Afrique, 7 February 2013 （法語）. Retrieved 6 February 2016.
11. ↑  Clement Manirabarusha and Goran Tomasevic, "Opposition breaks off Burundi peace talks over killing of opposition leader" （页面存档备份，存于）, Reuters, 25 May 2015.
12. ↑  RFI. . rfi.fr.   [2021-10-02]. （原始内容存档于2022-02-17）.
13. ↑  RFI. . rfi.fr.   [2022-03-09]. （原始内容存档于2022-04-09）.